# Максімільяно Кальсада
Максімільяно Кальсада (ісп. Maximiliano Calzada, нар. 21 квітня 1990, Монтевідео) — уругвайський футболіст, півзахисник клубу «Дефенса і Хустісія».

## Клубна кар'єра
Народився 21 квітня 1990 року в місті Монтевідео. Вихованець футбольної школи клубу «Насьйональ». Дорослу футбольну кар'єру розпочав 2009 року в основній команді того ж клубу, в якій провів шість сезонів, взявши участь у 90 матчах чемпіонату. За цей час з командою тричі ставав чемпіоном Уругваю.
Протягом усього сезону 2015 року виступав за аргентинський клуб «Банфілд», після чого став гравцем іншого аргентинського колективу «Дефенса і Хустісія». Відтоді встиг відіграти за команду з передмістя Буенос-Айреса 3 матчі в національному чемпіонаті.

## Виступи за збірні
2009 року залучався до складу молодіжної збірної Уругваю, разом з якою брав участь у молодіжному чемпіонаті Південної Америки 2009 року та молодіжному чемпіонаті світу 2009 року. Всього на молодіжному рівні зіграв у 9 офіційних матчах.
2012 року захищав кольори олімпійської збірної Уругваю на Олімпійських іграх 2012 року у Лондоні.

## Досягнення
- Чемпіон Уругваю (3): 2008–09, 2010–11, 2011–12